# نشلج
نشلج، روستایی از توابع بخش نیاسر شهرستان کاشان در استان اصفهان ایران است.
روستای نشلج در شمال استان اصفهان و پر جمعیت‌ترین روستای شهرستان کاشان است که در فاصله ۳۹ کیلومتری غرب این شهرستان واقع شده است، (فاصله هوایی نشلج تا کاشان ۲۹ کیلومتر می‌باشد). موقعیت مکانی این روستا در پنج کیلومتری عمق جنوبی جاده دلیجان-کاشان در منطقه اردهال می‌باشد. قرار گرفتن این روستا در شیب شمالی، موقعیت آب و هوایی معتدل، زمستان‌های پر برف و تابستانهای خنک را به این روستا هدیه کرده است.
کوه‌های بلند و مرتفع، بافت زیبای روستا را مانند نگینی در خود محصور کرده است. همچنین ارتفاعات بلند و مرتفع ارهال که ارتفاع آن بالغ بر بیش از ۳۵۰۰ متر از سطح دریا می‌باشد موقعیت مناسبی را جهت ذخیره و انبار برف به وجود آورده است که علاوه بر تغذیه قنوات و چشمه سارهای فراوان- که آب بسیار گوارا و مناسبی را جهت استفاده اهالی به وجود آورده است- این ارتفاع بلند مکان مناسبی جهت کوهنوردان و کوهگشتهای خانوادگی گردیده است.
علاوه بر آن موقعیت آب و هوایی این منطقه محل مناسبی را جهت رویش گونه‌های نایاب دارویی به وجود آورده است؛ به عنوان مثال وجود مراتع و رویشگاه‌های بیش از ۱۲ هکتار باریجه، که یک گیاه دارویی و صنعتی است، خود به نوعی شاید احداث واحد اسانس‌گیری شرکت باریج اسانس را در نزدیکی این روستا به وجود آورده است. همچنین وجود جریانهای دائمی آب از ارتفاعات فوق، باغات پربار بادام و گردو را که مهم‌ترین محصولات باغی این روستا می‌باشد را به ارمغان آورده است. حوزه آب ریز روستای نشلج، با میانگین بارندگی ۲۰۰ میلیمتر در سال، قنوات و چشمه سارهای فراوانی را در نقاط مختلف حوزه این آب ریز، محل مناسبی را جهت تولید و کشت و کار گلستان‌های گل محمدی -که به زعم کارشناسان و تولیدکنندگان گل و گلاب آن دارای کیفیت بسیار بالا می‌باشد- به ارمغان آورده است.
وجود گلستانهای گل محمدی همه ساله در بهار محل مناسبی را جهت عرضه گل و گلاب و تولید آن فراهم آورده است. عرضه بیش از ۲۵۰ تن گل محمدی و همچنین ۴۰ دیگ گلاب سنتی در مکانهای مختلف روستا، نمود این خصوصیت زیبای روستا می‌باشد.
باغات بادام و گردو که سطح زیر کشت آن بالغ بر ۱۰۰ هکتار می‌باشد، اشتغال بیش از ۴۰۰ خانوار از اهالی را به انواع مختلف تولید، بهره‌برداری و توزیع به وجود آورده است. مراتع بسیار مناسب این روستا توانسته است محیط مناسبی برای پرورش ۲۰۰۰ راس دام باشد. کشاورز فعال و پرتلاش روستایی همراه با زنان پرتلاش و هنر پرور این روستا- که در هنر تولید فرش قدم نهاده و به تولید آن مشغول هستند- با استفاده صحیح از منابع طبیعی که در فرهنگ این روستا جایگاه خاصی دارد، سطح تولید را هر ساله به نحو شایسته‌ای افزایش داده‌اند.

## جمعیت
این روستا در بخش نیاسر و در دهستان نیاسر قرار دارد و براساس سرشماری مرکز آمار ایران در سال ۱۳۹۵، جمعیت آن ۳۰۲۴ نفر (۹۹۸ خانوار) است.

## موقعیت و تاریخچه
روستای نشلج از توابع بخش نیاسر شهرستان کاشان، با مختصات جغرافیایی ۵۱ درجه و ۴ دقیقه طول شرقی و ۳۳ درجه و ۵۹ دقیقه عرض شمالی، در ۳۹ کیلومتری غرب کاشان واقع شده است. این روستا در ارتفاع ۲۰۲۰ متری از سطح دریا قرار دارد و آب و هوای آن معتدل کوهستانی است. کوه مارآهنگ در شرق و کوه سیاه‌ارمک در جنوب غربی روستا قرار دارد.
بافت قدیمی روستا و زیارتگاه‌های تاج‌الدین، فاطمه، طاهرعلی و رقیه خاتون قدمت تاریخی روستا را به دوره‌های صفوی و پیش از آن می‌رساند.

## زبان
گویش مردم زبان زبان راژی از شاخه زبان‌های ایرانی مرکزی است.
مردم این روستا به زبان راجی سخن می‌گویند. مسلمان و پیرو مذهب شیعه دوازده امامی هستند.

## الگوی معیشت و سکونت
براساس نتایج سرشماری سال ۱۳۷۵، جمعیت روستای نشلج ۲۱۷۰ نفر بوده است که در سال ۱۳۸۵ به ۳۷۰۰ نفر افزایش یافته است. طبق سرشماری سال ۱۳۹۰ تعداد ۲۱۶۸ نفر و در آخرین سرشماری در سال ۱۳۹۵ جمعیت روستا ۳۰۲۴ نفر بوده و هم‌اکنون پرجمعیت‌ترین روستای شهرستان می‌باشد.
روستای نشلج از نوع روستاهای موسمی است که بخشی از جمعیت آن در فصل زمستان به شهرهای اطراف مهاجرت می‌کنند.
اقتصاد روستای نشلج بر فعالیت‌های زراعی، دامداری، باغداری و تولید صنایع دستی استوار است. مهم‌ترین محصولات زراعی روستا شامل بادام، گردو، گندم و جو است. انواع فرآورده‌های لبنی مانند ماست، کشک، پنیر و کره حیوانی در روستا تولید می‌شود. در کارگاه‌های خانگی روستای نشلج دارهای قالی زیادی برپا شده است. قالی‌های نشلج با طرح‌ها و نقوش کاشانی و ترنج محرابی به دست دختران و زنان هنرمند روستا بافته می‌شود و در بازارهای اصفهان، کاشان و تهران به فروش می‌رسد.
روستای نشلج، با بافت مسکونی متمرکز در یک ناحیه کوهستانی استقرار یافته است. قسمت‌های مختلف واحدهای مسکونی روستا شامل اتاق‌ها، انباری، راهرو، آشپزخانه و سرویس بهداشتی است.
دیوارهای خانه‌ها به دلیل شرایط اقلیمی سرد، ضخیم ساخته شده‌اند و مصالح به کار رفته در ساخت واحدهای مسکونی شامل گل، خشت، سنگ و چوب می‌باشد. معابر روستا عموماً آسفالت هستند.

## جاذبه‌های گردشگری
موقعیت کوهستانی و چشم‌انداز ارتفاعات پیرامون روستا همراه با جریان چشمه‌سارها و قنات‌ها، از جمله جاذبه‌های طبیعی روستا هستند که در ایام مختلف سال به ویژه در بهار و تابستان گردشگران و طبیعت دوستان بسیاری را به سوی خود جذب می‌کنند. جلوه‌های زمستانی روستا نیز بسیار زیبا و دیدنی است.
روستای نشلج به دلیل برخورداری از کالبد تاریخی و بافتی قدیمی، از نقطه نظر معماری روستایی واجد ارزش‌های هنری و گردشگری است. در این روستا ۱۲ زیارتگاه وجود دارد که مشهورترین آن‌ها عبارتند از: تاج‌الدین، فاطمه، طاهرعلی و رقیه خاتون که مورد توجه مردم و زائران است. مجموعة این زیارتگاه‌ها ضمن اهمیت معماری مذهبی، از نظر جذب گردشگری زیارتی قابل توجه است.
برگزاری مراسم اعیاد ملی و مذهبی نوروز، فطر، قربان و اجرای مراسم روزهای سیزده به در، چهارشنبه سوری و شب یلدا در بین مردم روستای نشلج واجد اهمیت خاصی می‌باشد. عزاداری‌های آیینی ماه‌های محرم و صفر نیز در میان مردم روستا مرسوم است.
از بازی‌های محلی مشهور این روستا می‌توان به بازی هفت سنگ و الک دولک اشاره کرد.
در روستای نشلج قالی‌بافی سابقه‌ای طولانی دارد و بافت آن به یک سنت خانوادگی تبدیل شده است. در این روستا، قالی‌ها عمدتاً با طرح کاشان و نقش ترنج محرابی بافته می‌شوند.
معروف‌ترین سوغات این روستا گیوه نشلجی و انواع خشکبار است.
انواع غذاهای گوشتی و لبنی از جمله غذاهای محلی و مورد استفاده مردم روستای نشلج می‌باشد.

## دسترسی
این روستا از طریق شهرهای کاشان، دلیجان و نیاسر با جاده آسفالت قابل دسترسی است.